# Towarzystwo Wiedzy Wojskowej
Towarzystwo Wiedzy Wojskowej – organizacja o charakterze naukowym i popularyzatorskiej w Wojsku Polskim II Rzeczypospolitej.
Organizacja działała w kierunkach organizacji sekcji naukowych, akcji odczytowej, akcji wydawniczej i akcji filmowej. Organizowano także dla żołnierzy kursy języków obcych poza granicami Polski.